# Danmarks flygvapen
Danmarks flygvapen (danska: Flyvevåbnet) är en del av Danmarks försvarsmakt, som är underställt det danska försvarskommandot. Flygvapnet består primärt av Flyverstaben och delar materialtjänst FMT (Forsvarets Materieltjeneste) med danska armén och marinen. Personalen uppgår till 3 750 personer, varav 100 är värnpliktiga. Flygvapnet förfogar över 109 flygplan.

## Historik
Danmarks flygvapen bildades 1950 genom en sammanslagning av arméns flygtjänst (Hærens Flyvertropper) och marinens flygtjänst (Marinens Flyvevæsen). Den tyska ockupationen 1940-1945 hade lämnat efter sig moderna flygbaser och USA bidrog med jetplan som vapenhjälp.
Åren 1959–1974 köpte Danmark 72 stycken North American F-100 Super Sabre, av vilka de sista planen tog ur tjänst 1982.
1970 köpte Danmark 51 Saab 35 Draken: 20 A 35XD (Nato-kod: F-35), 20 S 35XD (RF-35) spaningsflyg och 11 Sk 35XD (TF-35) skolflyg, för två flygdivisioner på Karup flygbas; Eskadrille 725 (attack) ersatte North American F-100 Super Sabre och Eskadrille 729 (spaning) ersatte Republic RF-84F Thunderflash. Draken utfasades ut det danska flygvapnet 1993.

### Danskt militärflyg före Flyvevåbnet

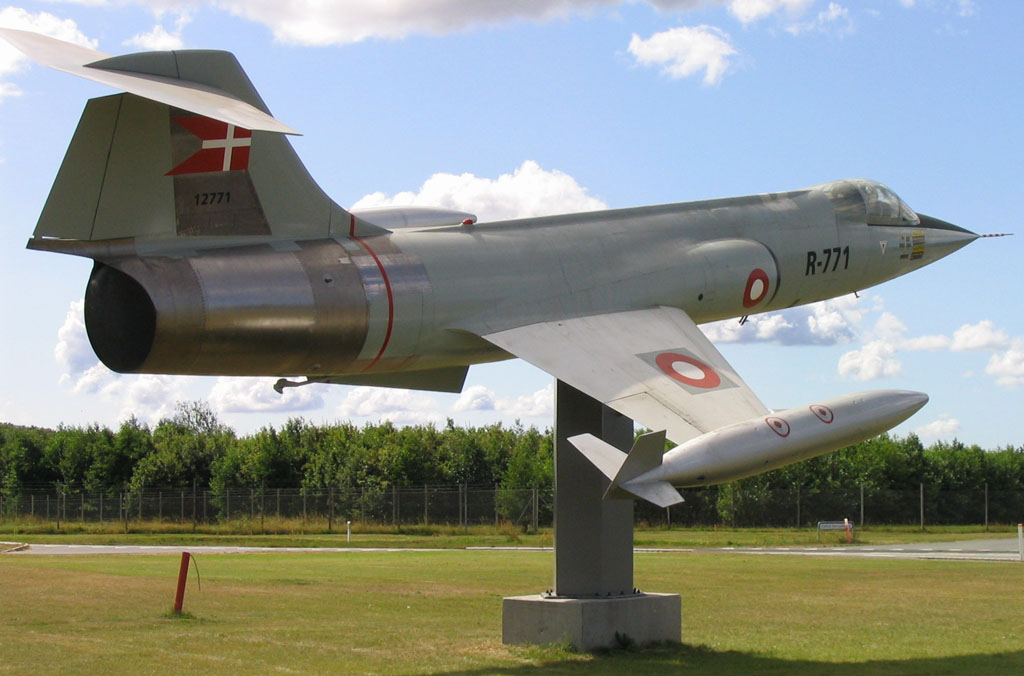
F-104 Starfighter uppställd som grindvakt utanför Aalborgs flygstation.

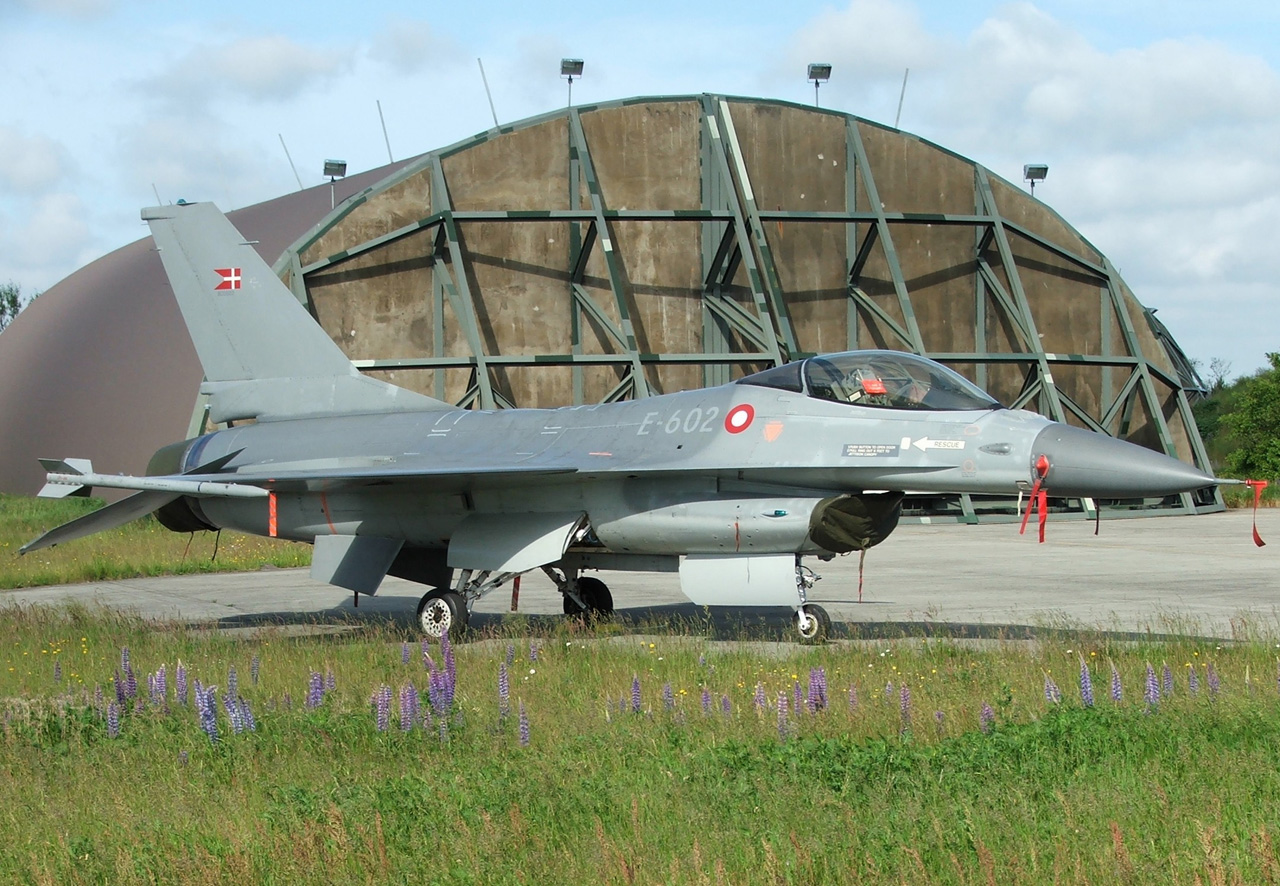
F-16 Fighting Falcon på Flyvestation Karup under 2005.

#### Hærens Flyvertropper
- 1 B&S 1912 - 1913
- 4 Maurice Farman 1913 - 1922
- 3 Henri Farman 1913 - 1919
- 1 Caudron 1914 - 1922
- 1 Bleriot 1915
- 2 Morane Saulnier 1915 - 1919
- 2 DK I & II 1916 - 1924
- 12 F.B. 5 1917 - 1924
- 6 Type Aa. 1917 - 1919
- 9 H.1 til H.5 1918 - 1924
- 2 Södertälje Werkstad 17 1918 - 1924
- 5 LuftVerkehrsGesellshaft B III 1920 - 1929
- 4 Brequet XIV. A2 1920 - 1927
- 5 Avro 504K 1921 - 1931
- 1 Rumpler BI 1921
- 1 Fokker D VII 1922 - 1927
- 5 Fokker C I 1923 - 1933
- 8 Potez XV H2 1923 - 1928
- 2 Fokker S III 1924 - 1927
- 41 Fokker C V IIIR 1926 - 1940; 9. april
- 22 O-maskinen IO, 1928 - 1940; 9. april
- 8 De Havilland Moth 1928 - 1940
- 4 Bristol Bulldog IJ, 1931 - 1940
- 15 De Havilland Tiger Moth IS, 1933 - 1940; 9. april
- 2 De Havilland Dragon IIS, 1934 - 1939
- 2 Cierva C.30 autogiro IM, 1936 - 1940; 9. april
- 18 Gloster Gauntlet IIJ, 1936 - 1940; 9. april
- 2 De Havilland Dragonfly IIIS, 1937 - 1939
- 22 Fokker D.XXI IIIJ, 1938 - 1940; 9. april

R Spaningsflyg, O Övergångsflyg, J Jaktflyg, S Skolflyg, M Autogiro.

#### Marinens Flyvevæsen
- 1 Glenten Flygbåt.Biplan.I, 1912-1913
- 1 Ørnen Flygbåt.Biplan.II, 1912-1913
- 1 Mågen Flygbåt.Biplan.III, 1913-1915
- 1 Ternen Flygbåt.Biplan.IV, 1913-1915
- 17 OV-flyvebåde Flygbåt.Biplan.V, 1914-1924
- 1 Flugzeugbau Friedrichshafen FF 29 Hydroplan.Biplan.I, 1917
- 7 Flugzeugbau Friedrichshafen FF 49 Hydroplan.Biplan.II, 1919-1927
- 16 Hansa-Brandenburg Hydroplan.Monoplan.I, 1919-1931
- 1 Curtiss Seagull Flygbåt.Biplan.VI, 1919-1924
- 12 Avro 504 Landflyg.Biplan.I, 1920-1936
- 15 Hawker Dankok Landflyg.Biplan.II, 1926-1937
- 5 De Havilland Moth Landflyg.Biplan.III, 1928-1940
- 22 Heinkel HE 8 Hydroplan.Monoplan.II, 1928-1940; 9. april
- 2 Hawker Dantorp Hydroplan.Biplan.III, 1933-1940; 9. april
- 5 Avro Tutor Landflyg.Biplan.IV, 1934-1940; 9. april
- 12 Hawker Nimrod Landflyg.Biplan.V, 1935-1940; 9. april
- 1 Dornier Do J/III Wal Flygbåt.Monoplan.I, 1938-1940; 9. april

## Gradbeteckningar

### Officerare
| Officersgrader i Danmarks flygvapen | Officersgrader i Danmarks flygvapen | Officersgrader i Danmarks flygvapen | Officersgrader i Danmarks flygvapen | Officersgrader i Danmarks flygvapen | Officersgrader i Danmarks flygvapen | Officersgrader i Danmarks flygvapen | Officersgrader i Danmarks flygvapen | Officersgrader i Danmarks flygvapen | Officersgrader i Danmarks flygvapen | Officersgrader i Danmarks flygvapen | Officersgrader i Danmarks flygvapen |
| NATO-kod                            | OF-9                                | OF-8                                | OF-7                                | OF-6                                | OF-5                                | OF-4                                | OF-3                                | OF-2                                | OF-1                                | OF-1                                | OF(D)                               |
| ----------------------------------- | ----------------------------------- | ----------------------------------- | ----------------------------------- | ----------------------------------- | ----------------------------------- | ----------------------------------- | ----------------------------------- | ----------------------------------- | ----------------------------------- | ----------------------------------- | ----------------------------------- |
|                                     |                                     |                                     |                                     |                                     |                                     |                                     |                                     |                                     |                                     |                                     |                                     |
| General                             | Generalløjtnant                     | Generalmajor                        | Brigadegeneral                      | Oberst                              | Oberstløjtnant                      | Major                               | Kaptajn                             | Premierløjtnant                     | Løjtnant                            | Sekondløjtnant                      |                                     |
| Motsvarar i Sveriges flygvapen      | General                             | Generallöjtnant                     | Generalmajor                        | Brigadgeneral                       | Överste                             | Överstelöjtnant                     | Major                               | Kapten                              | Löjtnant                            | Fänrik                              | Officersaspirant                    |

### Underofficerare och manskap
| Specialistofficers-, gruppbefäls- och soldatgrader i Danmarks flygvapen | Specialistofficers-, gruppbefäls- och soldatgrader i Danmarks flygvapen | Specialistofficers-, gruppbefäls- och soldatgrader i Danmarks flygvapen | Specialistofficers-, gruppbefäls- och soldatgrader i Danmarks flygvapen | Specialistofficers-, gruppbefäls- och soldatgrader i Danmarks flygvapen | Specialistofficers-, gruppbefäls- och soldatgrader i Danmarks flygvapen | Specialistofficers-, gruppbefäls- och soldatgrader i Danmarks flygvapen | Specialistofficers-, gruppbefäls- och soldatgrader i Danmarks flygvapen | Specialistofficers-, gruppbefäls- och soldatgrader i Danmarks flygvapen | Specialistofficers-, gruppbefäls- och soldatgrader i Danmarks flygvapen | Specialistofficers-, gruppbefäls- och soldatgrader i Danmarks flygvapen | Specialistofficers-, gruppbefäls- och soldatgrader i Danmarks flygvapen |
| NATO-kod                                                                | OR-9                                                                    | OR-8                                                                    | OR-7                                                                    | OR-6                                                                    | OR-5                                                                    | OR-5                                                                    | OR-4                                                                    | OR-3                                                                    | OR-2                                                                    | OR-1                                                                    |                                                                         |
| ----------------------------------------------------------------------- | ----------------------------------------------------------------------- | ----------------------------------------------------------------------- | ----------------------------------------------------------------------- | ----------------------------------------------------------------------- | ----------------------------------------------------------------------- | ----------------------------------------------------------------------- | ----------------------------------------------------------------------- | ----------------------------------------------------------------------- | ----------------------------------------------------------------------- | ----------------------------------------------------------------------- | ----------------------------------------------------------------------- |
| Axelklaff                                                               |                                                                         |                                                                         |                                                                         | Saknar motsvarighet                                                     |                                                                         |                                                                         |                                                                         |                                                                         |                                                                         |                                                                         |                                                                         |
| Tjänstegrad                                                             | Chefsergent                                                             | Seniorsergent                                                           | Oversergent                                                             |                                                                         | Sergent                                                                 | Sergent (Officerselev)                                                  | Korporal                                                                | Flyverspecialist                                                        | Flyveroverkonstabel                                                     | Flyverkonstabel                                                         |                                                                         |
| Motsvarar i Sveriges flygvapen                                          | Flottiljförvaltare                                                      | Förvaltare                                                              | Fanjunkare                                                              | Översergeant Sergeant                                                   | Överfurir                                                               | Furir                                                                   | Korpral                                                                 | Vicekorpral                                                             | Menig 4 Menig 3                                                         | Menig 2 Menig 1 Menig                                                   |                                                                         |